# Еріх Каркошка
Еріх Каркошка (нар. 1955) — планетарний дослідник у Лабораторії місячних і планетарних досліджень Університету Аризони. Він виявив супутник Урана S/1986 U 10 (пізніше названий Пердітою) на фотографіях, які зробила космічна станція «Вояджер-2».
Каркошка також зробив декілька фільмів, у яких змоделював посадку космічного апарата «Гюйгенс» на поверхню Титана, сезони на Урані і потрійне затемнення на Юпітері.
На честь Еріха Каркошки названо астероїд 30786 Каркошка (1988 QC).